# Margaretha van Cortona

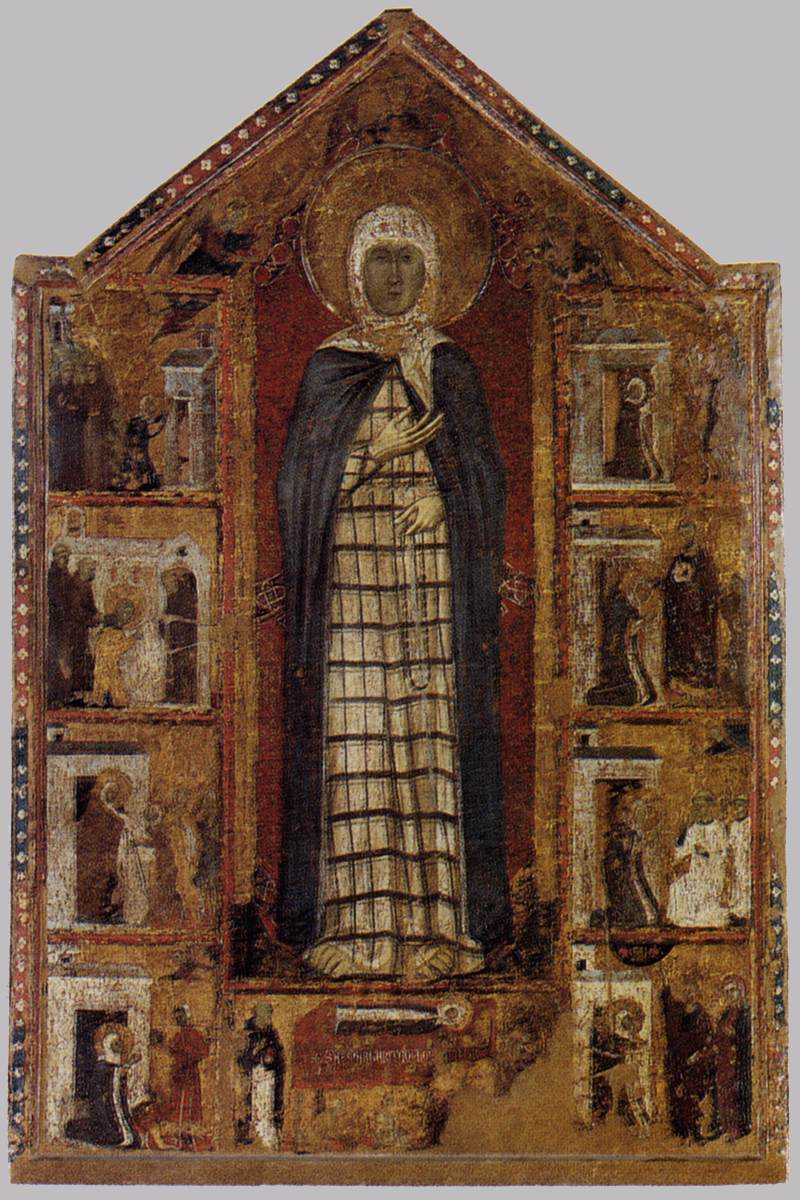
Een laat-13e-eeuwse weergave van het leven van Margarita van een anonieme schilder uit Arezzo

De heilige Margaretha van Cortona (ook Margarita van Cortona) (geb. 1247; † 22 februari 1297) wordt gevierd op 22 februari. Omdat haar feest tegelijk valt met dat van de Cathedra van de heilige apostel Petrus wordt het nogal eens verplaatst naar 16 mei.
Margaretha was de dochter van een wijnboer uit de Toscane. Na de dood van haar moeder hertrouwde haar vader en Margaretha kon bijzonder slecht met haar stiefmoeder overweg. 
Zij liep van huis weg om als concubine met de plaatselijke kasteelheer Arsenio van Montepulciano samen te gaan wonen. Zij kreeg van hem een kind, maar hij zou nooit met haar trouwen (wat in die tijd vanwege het standsverschil ook een sociale onmogelijkheid zou zijn geweest). Toen Arsenio tijdens een jachtpartij door overvallers werd neergestoken, stortte Margaretha geestelijk in. De legende zegt dat zij haar vermoorde minnaar in het bos vond, nadat zijn hazewindhond alleen naar huis was teruggekeerd. 
De gebeurtenis bewerkte in Margaretha een religieuze bekering. Zij liet haar kind achter in de zorg van kloosterlingen en begon een leven dat sterk doet denken aan de 'dwazen omwille van Christus' in het Slavische christendom. Ze schreeuwde op straat haar zondigheid uit, in eerste instantie vanaf het dak van haar geboortehuis, zelfs midden in de nacht. 
Op den duur werd deze drang onder leiding van de Franciscanen van Cortona enigszins in geordende banen geleid. Zij werd in 1288 opgenomen in de Derde orde van Sint-Franciscus, en zette haar boeteleven voort in, of in de buurt van, de Franciscanenkerk in Cortona. Ze verminkte zichzelf om zich van haar schoonheid te ontdoen, vastte streng en begon behoeftigen te helpen. 
Haar leven ontwikkelde zich naar het patroon dat bekend is van andere Italiaanse mystici. Visioenen en extasen vielen haar ten deel, en aan het einde van haar leven de zekerheid dat haar zonden haar vergeven waren. Zij kreeg op den duur een gezelschap van navolgsters om zich heen en stichtte een congregatie van actieve religieuzen, het 'gezelschap van boete en berouw.' Zij is op afbeeldingen eenvoudig te herkennen aan het opvallende geblokte habijt van dit gezelschap. 
Margaretha wordt vereerd als boetelinge en is de beschermheilige van de prostituees (samen met Maria Magdalena en nog een aantal andere bekeerde vrouwelijke heiligen.)

## Onvergankelijkheid
Margaretha van Cortona staat binnen de rooms-katholieke kerk bekend als een van de onvergankelijke heiligen: dit zijn heiligen van wie het lichaam na het overlijden uitzonderlijk goed bewaard is gebleven. Eind 20e eeuw hebben wetenschappers op verzoek van het Vaticaan onderzoek gedaan naar de lichamen van een aantal onvergankelijke heiligen. Bij onderzoek van het lichaam van Margaretha van Cortona werden grote sneden in armen, benen, buik en borst geconstateerd, een indicatie voor kunstmatige mummificatie. Ook was het lichaam behandeld met medicinale oliën. Later bleek uit bronnenonderzoek dat de lokale bevolking bij het overlijden van Margaretha van Cortona in 1297 de kerk had gevraagd om het lichaam van de in haar tijd al geliefde zuster te conserveren. Dit was in het vergeetboek geraakt.